# Mandu Kangri
Der Mandu Kangri (auch Masherbrum Far West) ist ein 7127 m hoher Berg in Gilgit-Baltistan in Pakistan. 

## Lage
Er befindet sich in den Masherbrum-Bergen im Karakorum. Eine Scharte trennt den Mandu Kangri vom 2,32 km ostsüdöstlich gelegenen 7821 m hohen Masherbrum. Die Schartenhöhe beträgt 627 m.

## Besteigungsgeschichte
Die Erstbesteigung des Mandu Kangri gelang einer 10-köpfigen italienischen Expedition unter der Leitung von Augusto Zanotti im Jahr 1988 über die Westwand. 
Am 8. September erreichten A. Zanotti, E. Corbellini, S. Andreola, S. Savadelli, F. Bottani, M. Bottani, B. Scanabesi, A. Carminati und P. Campostrini den Gipfel.

## Nebengipfel
370 m weiter westlich befindet sich der 7081 m hohe Nebengipfel Mandu Kangri West (oder Mandu Kangri II).
Der Mandu Kangri West ist bislang noch unbestiegen.